# Tarachodula ornata
Tarachodula ornata är en bönsyrseart som beskrevs av Max Beier 1963. Tarachodula ornata ingår i släktet Tarachodula och familjen Tarachodidae. Inga underarter finns listade i Catalogue of Life.